# 김영호 (1967년)
김영호(金映豪, 1967년 9월 13일~)는 대한민국의 정치인이다. 제20·21·22대 국회의원이다. 서울 서대문 지역구에서 국회의원을 지낸 김상현의 아들이다.

## 학력
- 마포고등학교(졸업)
- 베이징대학(국제학 학사)
- 서강대학교(중국학 석사)

## 경력
- 국민일보, 스포츠투데이(기획조정실/국회출입기자)
- 마산대학 겸임교수
- 재중교민지 한성월보 발행인
- 새천년민주당 당무위원 겸 상임위원
- 새천년민주당 서울특별시 지부 서대문구 갑 지구당위원장
- 열린우리당 당무위원
- 대통합민주신당 당무위원
- 통합민주당 당무위원 겸 상임위원
- 민주당 서울특별시당 서대문구 을 지역위원회 위원장
- 민주당 당무위원
- 민주통합당 당무위원
- 민주통합당 서울특별시당 서대문구 을 지역위원회 위원장
- 민주당 서울특별시당 대변인
- 민주당 서울특별시당 서대문구 을 지역위원회 위원장
- 민주당 정책위원회 부의장
- 새정치민주연합 전임위원
- 새정치민주연합 서울특별시당 서대문구 을 지역위원회 위원장
- 더불어민주당 전임위원
- 중국 옌타이 대학 객좌교수
- 중국 북경대학교 한국총동문회 부회장
- 2015년 12월~: 더불어민주당 서울특별시당 서대문구 을 지역위원회 위원장
- 2016년 4월 13일: 대한민국 제20대 국회의원 선거 당선(서울 서대문구 을, 더불어민주당, 초선)
- 2017년 5월~2018년 9월: 더불어민주당 제2사무부총장→대외협력사무부총장→미래소통부총장
- 2019년 5월~2020년 5월: 더불어민주당 원내부대표
- 2020년 4월 15일: 대한민국 제21대 국회의원 선거 당선(서울 서대문구 을, 더불어민주당, 재선)
- 2020년 6월~2021년 5월: 더불어민주당 정책위원회 제2정책조정위원장
- 2021년 5월~2022년 3월: 더불어민주당 송영길 당대표 비서실장
- 2022년 8월~2024년 8월: 더불어민주당 서울특별시당 위원장
- 2022년 9월~2023년 11월: 더불어민주당 정책위원회 제7정책조정위원장
- 2023년 11월~2024년 5월: 더불어민주당 정책위원회 제5정책조정위원장
- 2024년 4월 10일: 대한민국 제22대 국회의원 선거 당선(서울 서대문구 을, 더불어민주당, 3선)

### 의정 활동
- 2016년 5월 30일~2020년 5월 29일: 제20대 국회의원(서울 서대문구 을, 더불어민주당, 초선)
  - 2016년 6월~2017년 7월: 제20대 국회 전반기 안전행정위원회 위원
  - 2017년 7월~2018년 5월: 제20대 국회 전반기 행정안전위원회 위원
  - 2017년 12월~2018년 5월: 제20대 국회 재난안전대책특별위원회 간사
  - 2018년 7월~2019년 8월: 제20대 국회 후반기 행정안전위원회 위원
  - 2018년 9월~2018년 9월: 제20대 국회 헌법재판소장(유남석) 임명 동의에 관한 인사청문특별위원회 위원
  - 2018년 10월~2019년 6월: 제20대 국회 후반기 윤리특별위원회 위원
  - 2018년 12월~2020년 5월: 제20대 국회 공공부문 채용비리 의혹과 관련된 국정조사특별위원회 위원
  - 2019년 5월~2020년 5월: 제20대 국회 후반기 국회운영위원회 위원
  - 2019년 8월~2019년 8월: 제20대 국회 후반기 과학기술정보방송통신위원회 위원
  - 2019년 8월~2020년 5월: 제20대 국회 후반기 행정안전위원회 위원
- 2020년 5월 30일~2024년 5월 29일: 제21대 국회의원 (서울 서대문구 을, 더불어민주당, 재선)
  - 2020년 6월~2021년 5월: 제21대 국회 전반기 외교통일위원회 간사
  - 2020년 9월~2021년 5월: 제21대 국회 전반기 외교통일위원회 법안심사소위원회 위원장
  - 2021년 5월~2022년 5월: 제21대 국회 전반기 외교통일위원회 위원
  - 2022년 7월~2024년 5월: 제21대 국회 후반기 교육위원회 간사
  - 2023년 6월~2024년 5월: 제21대 국회 후반기 예산결산특별위원회 위원
- 2024년 5월 30일~ 제22대 국회의원(서울 서대문구 을, 더불어민주당, 3선)
  - 2024년 6월~: 제22대 국회 전반기 교육위원회 위원장

## 역대 선거 결과
|  | 4.62% |

|  | 32.08% |

|  | 48.52% |

|  | 48.90% |

|  | 61.33% |

|  | 57.62% |

## 소속 정당
| 소속 정당 | 소속 정당      | 소속 기간 | 비고      |
| --------- | -------------- | --------- | --------- |
|           | 새천년민주당   | 2002~2005 | 정계 입문 |
|           | 무소속         | 2005      | 탈당      |
|           | 열린우리당     | 2005~2007 | 입당      |
|           | 대통합민주신당 | 2007~2008 | 합당      |
|           | 통합민주당     | 2008      | 합당      |
|           | 민주당         | 2008~2011 | 당명 변경 |
|           | 민주통합당     | 2011~2013 | 합당      |
|           | 민주당         | 2013~2014 | 당명 변경 |
|           | 새정치민주연합 | 2014~2015 | 합당      |
|           | 더불어민주당   | 2015~현재 | 당명 변경 |

## 같이 보기
- 서대문구 을
- 서울 서대문구의 국회의원